# Koji Ezumi
Koji Ezumi (江角 浩司, Ezumi Kōji) est un footballeur japonais né le 18 décembre 1978. Il évolue au poste de gardien de but.